# Goebelsmuehle
Goebelsmuehle ou Goebelsmühle (en luxembourgeois : Giewelsmillen ), est un lieu-dit de la commune luxembourgeoise de Bourscheid située dans le canton de Diekirch.